# Gerhard von Lohn (Domdechant)
Gerhard von Lohn (* im 13. Jahrhundert; † 25. November 1300) war Domdechant in Münster.

## Leben
Gerhard von Lohn entstammte dem Geschlecht der Edelherren von Lohn, deren Herrschaftsbereich sich bis zu ihrem Untergang im Jahre 1316 über das Westmünsterland und Teile der Region Achterhoek in der Provinz Gelderland erstreckte. Seine Abstammung ist nicht überliefert.
Erstmalige urkundliche Erwähnung findet er als Besitzer der Obedienz Blasii. 1297 wurde der Domherr Gerhard zum Domdechanten ernannt. In dieser Funktion oblag ihm die Leitung des Domkapitels, die er bis wenige Monate vor seinem Tode innehatte. Gerhard war zugleich Archidiakon zu Varsseveld und Greven.